# 康納爾·牛頓
康納爾·牛頓（英語：Conor Newton；1991年10月17日—）是一位英格蘭足球運動員。在場上的位置是中場。他現在效力於英格蘭足球冠軍聯賽球隊羅瑟漢姆足球俱樂部。

## 外部連結
- 足球数据库：康納爾·牛頓的球员统计数据